# Zamek Bolczów
Zamek Bolczów (niem. Bolzenschloss, później Bolkoschloß, Bolzenstein) – zabytkowy zamek na południe od wsi Janowice Wielkie.
Warownia z fragmentami naturalnych skalnych ścian, znajdujący się około 15 km od Jeleniej Góry, w północnej części Rudaw Janowickich, na skalistym, granitowym występie, ok. 561 m n.p.m.

## Historia
Powstanie zamku w roku 1375 przypisuje się dworzaninowi księcia Bolka II z rodu Bolczów. Budowniczy zamku Clericus Bolze popierał ruch husycki, a Bolczów stał się gniazdem raubritterów. W pierwszej połowie XV wieku zamek został zniszczony podczas bitwy wrocławskich i świdnickich mieszczan z husytami. Po zniszczeniach wojennych został odbudowany dopiero w latach 1517-1518, prawdopodobnie przez Hansa Dippolda von Burghaus. Powstał wtedy dziedziniec, w południowym narożniku wzniesiono wieżę obronną, zaś w murach umieszczono szereg strzelnic. Zamek kolejno zmieniał właścicieli, m.in. w latach 1537-1543 należał do Justusa Decjusza z Krakowa, dworzanina i sekretarza króla polskiego Zygmunta Starego.
W latach 1520–1550, za sprawą Karla von Mederacke, ponownie rozbudowano zamek. Między innymi wzniesiono, wysunięty przed wieżę bramną, kamienny mur oraz zbudowano basteję, suchą fosę, przystosowano także mury do broni artyleryjskiej poprzez wykonanie strzelnic kluczowych. Prace kontynuowano do 1550 roku. W 1562 roku zamek wraz z Janowicami i Miedzianką przeszedł na własność braci Hansa i Franza Heilmannów. Prawdopodobnie na początku XVII wieku Daniel Schaffgotsch, ówczesny właściciel Janowic, zlecił dalsze prace na zamku. Kolejne przekształcania nastąpiły wskutek działań wojny trzydziestoletniej. W 1645 roku obiekt został zajęty przez Szwedów, którzy opuszczając zamek w grudniu tego roku podpalili zabudowania mieszkalne. Od tego czasu Bolczów pozostaje w ruinie.
Zainteresowanie turystyką w połowie XIX wieku (w 1824 gościł tu Fryderyk Wilhelm III) spowodowało, że zamek z inicjatywy hrabiego Stolberg-Wernigerode został poddany w 1848 roku pracom rekonstrukcyjnym. M. in. działała w nim, zbudowana na starych fundamentach, niewielka gospoda w stylu szwajcarskim. Po wojnie w budynku gospody mieściło się schronisko turystyczne, które z czasem uległo dewastacji. Zamek jest w zarządzie Lasów Państwowych, administruje nim Nadleśnictwo Śnieżka.
Zamek wchodzi w skład powstałego w 2008 roku Parku Kulturowego Kotliny Jeleniogórskiej.

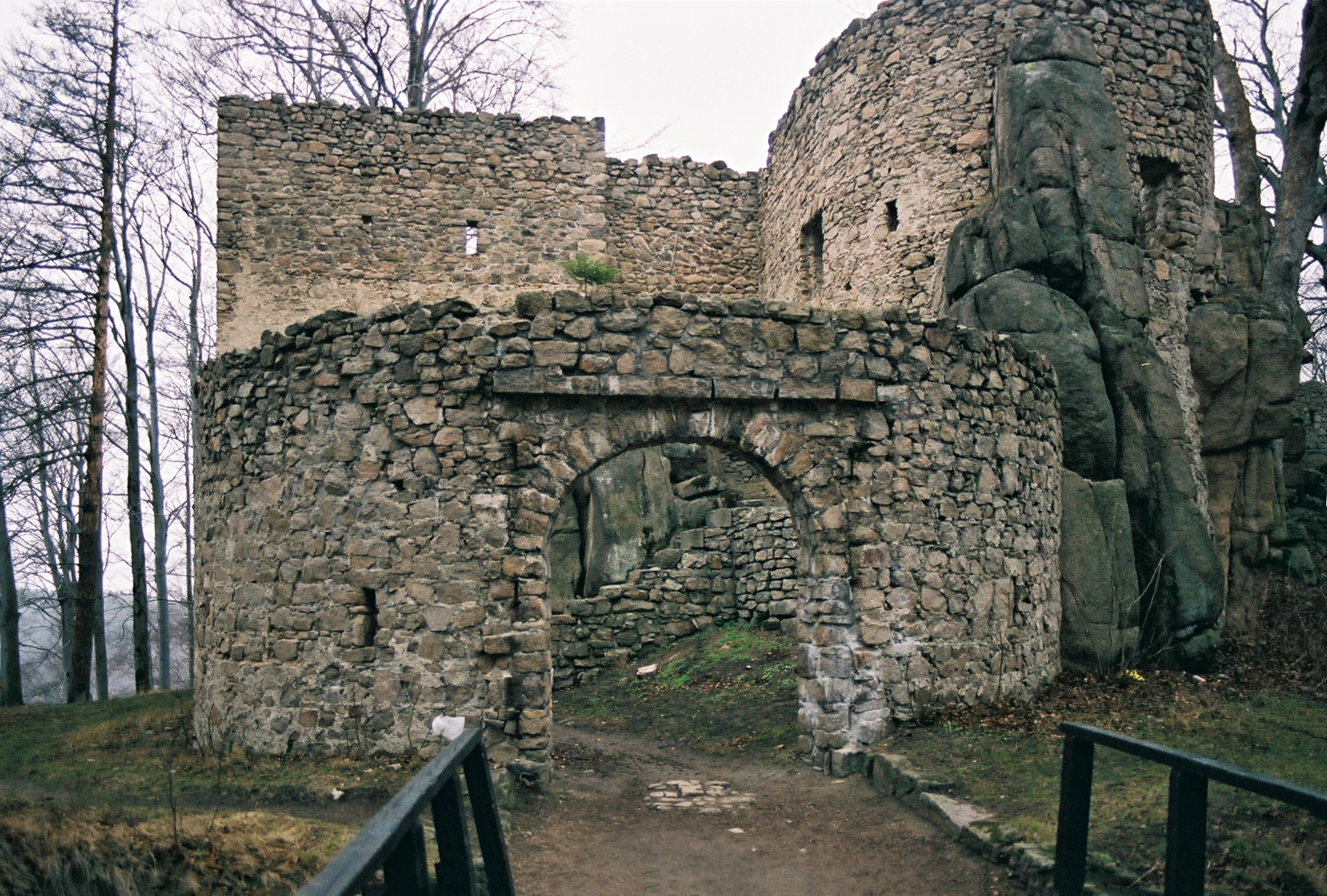
Brama do zamku
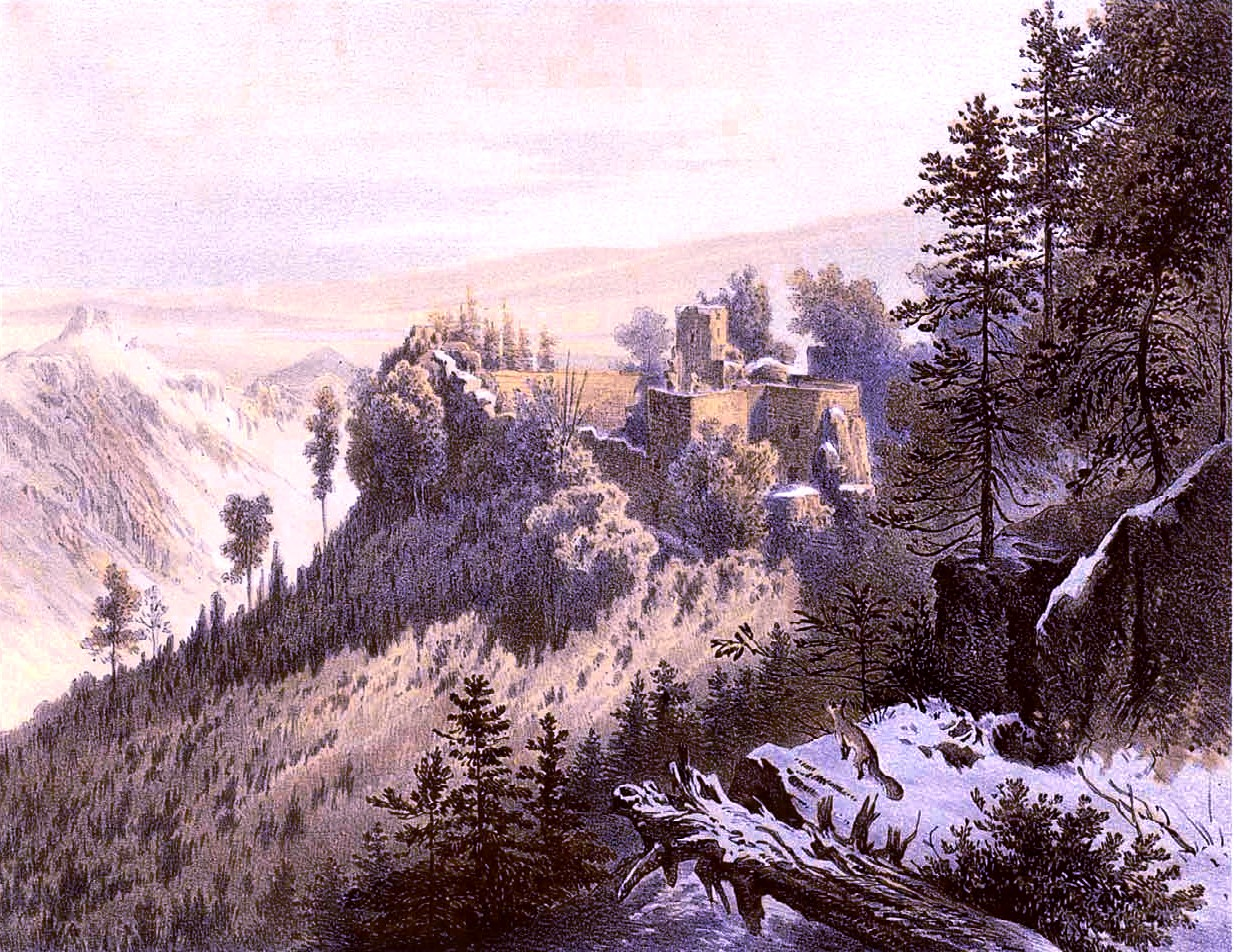
Wizja artysty XIX wiecznego
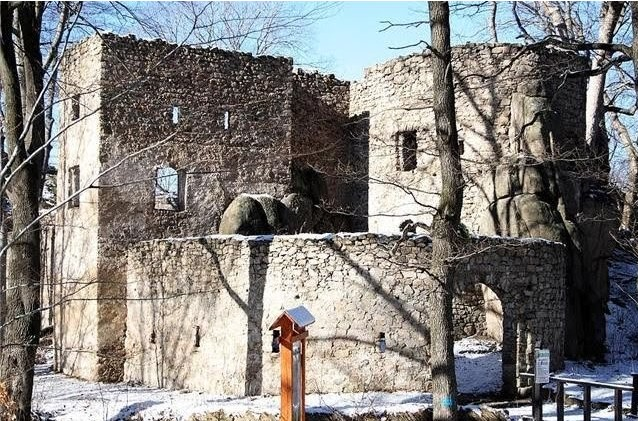
zamkowe mury

## Architektura
Do budowy zamku wykorzystano dwie granitowe skały, które połączono kamiennymi murami, dzięki czemu powstał niewielki dziedziniec. Nad nimi od strony wschodniej wzniesiono kwadratową wieżę, obok dom dla kobiet, a prostopadle do niego, przy północnej stronie murów, na krawędzi zbocza zbudowano podpiwniczony budynek mieszkalny. Dom ten miał wymiary 20 x 7,8 m, wejście do niego prowadziło bezpośrednio z dziedzińca, a jego nadziemne kondygnacje były podzielone na dwa pomieszczenia o podobnych wielkościach. Po południowej stronie była okrągła kaplica, a naprzeciwko budynku mieszkalnego od południowego wschodu znajdowała się kuchnia i piekarnia. Na zamkowym dziedzińcu była cysterna z wodą.
Zachowane do dziś ruiny pozwalają odtworzyć trzy główne części budowli, na które składają się: zamek średniowieczny, złożony z murów obwodowych, budynku mieszkalnego i czworobocznej wieży; część XV-wieczna, składająca się z dwóch dziedzińców, muru południowego z otworami strzelniczymi oraz część XVI-wieczna, z której zachowały się mury barbakanu, basteje oraz brama wjazdowa.

## Szlaki turystyczne
- Janowice Wielkie – Zamek Bolczów – Wojanów – Jelenia Góra
- Drogą Zamkową do Głazisk Janowickich[4]